# Obwodnica Metropolitalna Trójmiasta
Obwodnica Metropolii Trójmiejskiej – budowana część drogi ekspresowej S7 o długości 32,2 km. 
Ma prowadzić od węzła Chwaszczyno, wzdłuż granic Gdańska na zachód i południe od tego miasta. Trasa będzie posiadać dwie jezdnie po dwa pasy w każdym kierunku z rezerwą pod trzeci pas. 
Pierwotnie przewidywano, że umowa z wykonawcą zostanie podpisana w lutym 2018, zaś oddanie drogi do ruchu nastąpi we wrześniu 2021 roku.
Faktycznie jednak Generalna Dyrekcja Dróg Krajowych i Autostrad przetarg na budowę Obwodnicy Metropolii Trójmiejskiej ogłosiła 19 sierpnia 2020. W przetargu złożono 22 oferty. Szacowany koszt inwestycji wynosi około 2,2 miliarda złotych. Odcinek Chwaszczyno – Żukowo zaprojektuje i wybuduje za ponad 715 mln zł firma Budimex, a odcinek Żukowo – Gdańsk Południe konsorcjum firm Mirbud i Kobylarnia za ponad 776 mln zł. Umowy na realizację obu odcinków podpisano 16 kwietnia 2021 roku. Szacowana realizacja zadań to drugi kwartał 2025 roku. 
Opóźnienie w realizacji inwestycji wiązało się ze sporami o prawomocność wydanej decyzji środowiskowej, która została potwierdzona dopiero po 3 latach przez Naczelny Sąd Administracyjny pod koniec 2018 roku.
28 października 2021 podpisano umowę kredytową z Europejskim Bankiem Inwestycyjnym, przewidującą udzielenie kredytu na inwestycję w wysokości 240 mln euro.
W październiku 2022 wydano zezwolenie na realizację północnego odcinka Obwodnicy Metropolii Trójmiejskiej między Chwaszczynem a Żukowem wraz z 7-kilometrową obwodnicą Żukowa.
18 czerwca 2025 oddano do użytku pierwszy, 16-kilometrowy odcinek pomiędzy Chwaszczynem a Żukowem (w tym część Obwodnicy Żukowa do ronda w miejscowości Glincz).

## Źródła zewnętrzne
- Strona kontraktu zadania 1
- Strona kontraktu zadania 2